# Petrykau
 Petrykau  (belarussisch Петрыкаў, russisch Петриков) ist eine Stadt in Belarus.
Sie liegt auf dem Nordufer des Prypjat im Rajon Petrykau der Homelskaja Woblasz und ist administratives Zentrum des Rajons. 

## Sehenswürdigkeiten

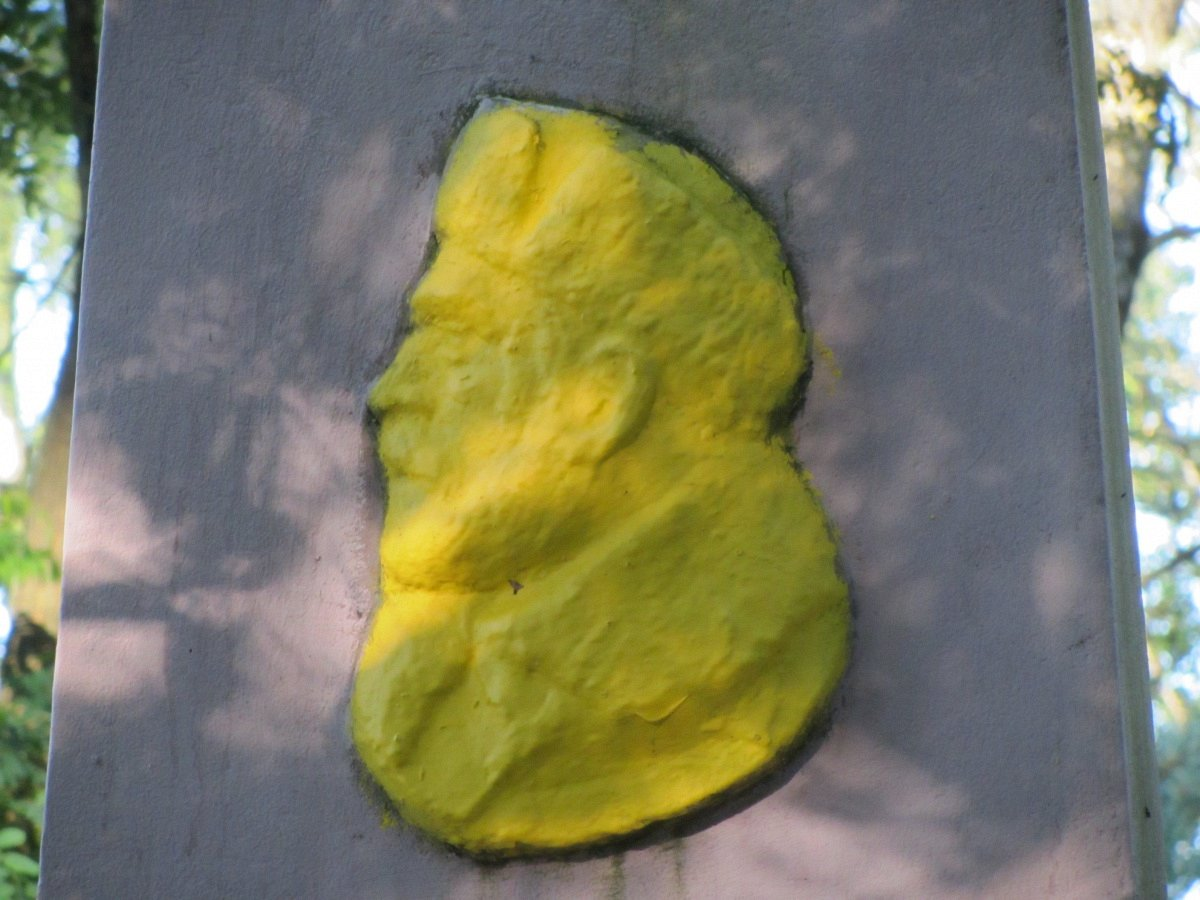
Relief am Grab von Wassil Talasch im Stadtfriedhof

Im Stadtpark befindet sich ein Denkmal für den auf dem örtlichen Friedhof begrabenen Partisanen Wassil Talasch.

## Söhne des Ortes
- Andrej Krautschanka (* 1986 in Myschanka bei Petrykau), Zehnkämpfer